# Нтину Вене
Нтину Вене, Лукени луа Ними или Ними а Лукени — средневековый правитель (нтину) западноафриканских областей Мпемба Кази (междуречье Луву и Луньозо — левых притоков реки Конго) и Нси а Квилу (современный департамент Квилу в ДРК) в конце XIV — начале XV века. Согласно устной традиции баконго — основатель и первый правитель средневекового государства Конго. Завоевал территорию вокруг современного Мбанза-Конго, после чего основал этот город и сделал его столицей нового государства баконго.

## Происхождение и имя
Устная традиция баконго в изложении итальянского отца-капуцина Джованни Антонио Кавацци повествует о «человеке по имени Е Мима Нзима (Еминиа-н-Зима), женатом на некоей Лукени луа Нзанза, дочери Нсаку Лау…, которая родила ему ребёнка, которого также звали Лукени, который был первым, кто принял прерогативы титула Мутину, что означает король». Другой исследователь устной традиции баконго, португальский отец-иезуит Матеус Кардозу, в своей работе 1624 года называет этого сына Мотино Бене или, возможно, Мотино Вене, что является титулом, означающим либо «некий король», либо «король королевства». При этом в своём повествовании 1622 года Кардозу подтвердил рассказ Кавацци о его личном имени как Мотино Алукене, а в своём письме 1624 года Кардозу отметил, что человек, которого он тогда называл просто Мотино, имел «другое имя Ниме». Всё это согласуется с практикой присвоения имён баконго, существовавшей, по крайней мере, с конца XV века, когда к имени сына добавлялось имя отца в качестве второго элемента, в результате чего этот правитель стал называться Лукени луа Ними — «Лукени, сын Ними».
Таким образом, первый правитель (нтину) государства Конго вошёл в историю не под своим личным именем Лукени луа Ними, а под своим титулом. Бельгийский историк отец-редемпторист Жан Кювелье, самый влиятельный исследователь устной традиции баконго в XX веке, считал правильным прочтением этого титула Нтину Вене, хотя не исключено, что этот вариант возник в результате ошибки переписчика: при написании «Bene» переписчик перепутал букву «U» с «B» и получилось «Uene». Уайетт МакГаффи, также исследовавший устную традицию баконго в XX, полагал, что текст скопирован правильно, и переводил этот титул как «некий король».
Согласно расчётам американского историка-африканиста Джона Торнтона, Лукени луа Ними родился между 1367 и 1402 годами. Кардозу отметил, что одной из причин, по которой Лукени луа Ними решил основать собственное государство, было то, что он был младшим сыном своего отца и, таким образом, не мог претендовать на наследство. По мнению Торнтона, имя Лукени луа Ними подтверждает это утверждение. Даже ещё в XX веке родители в Конго иногда называли детей в честь их предков, при этом сначала они использовали имена бабушки и дедушки ребёнка по отцу, а затем по матери, а уже после этого использовались имена отца и матери. Следуя этой схеме, тот факт, что Лукени луа Ними был назван в честь своей матери Лукени луа Нзанза, позволяет предположить, что он был, по крайней мере, четвёртым ребёнком в семье.
Устная традиция баконго в изложении отца-капуцина Джироламо да Монтесаркьо, повествует, что Ними а Нзима, отец будущего Нтину Вене, был правителем области «Коимба» (или «Койимба») на северном берегу реки Конго, и прямо указывает, что «первые короли, правившие Конго, вышли из Коимбы, пересекли реку Конго и начали господствовать на землях Конго». Опиравшийся на работу Джироламо да Монтесаркьо отец-капуцин Кавацци называл эту область «Коримба», что по мнению Жана Кювелье является неправильным прочтением названия области, указанного да Монтесаркьо. По другой версии устной традиции, которой придерживались Матеус Кардозу, мвене Конго Педру II и Жан Кювелье, родиной Ними а Нзима была область «Бунгу» («Вунгу», «Бонго»), расположенная севернее реки Конго. По мнению Кювелье, так называлась область южнее междуречья Лоанго и Бунгу (небольшой приток реки Лоанго), занимавшая часть современной области Майомбе. Стремясь примирить обе версии, Торнтон предположил, что Коимба могла быть городом или подрайоном Вунгу. В любом случае, разные варианты устной традиции баконго сходятся в том, что Нтину Вене и его отец происходили из земель северного (правого) побережья реки Конго.

## Объединение баконго
Устная традиция баконго о завоевании земель в южной части бассейна реки Конго, вполне вероятно, отражает процесс миграции этого народа на юг в XIII—XIV веках. Первой областью на южном берегу Конго, которую завоевал основатель государства Конго — Лукени луа Ними или его отец Ними а Нзима — была Мпемба Кази, располагавшаяся как раз напротив области Вунгу, что на северном берегу Конго. Джироламо да Монтесаркьо, посетивший Мпемба Кази в 1650-х годах, писал, что женщина-правительница этой области носила титул «Мать (нгуди) короля Конго», при этом Торнтон отмечает, что на языке киконго слово «нгуди» означает не только «мать», но и «источник», и «происхождение».
Согласно Кавацци, отец Лукени луа Ними, будучи вождём некой области на северном берегу реки Конго, постоянно совершал набеги на соседей, захватывая новые земли и вскоре оставляя их. В конце концов Ними а Нзима обосновался в каких-то скалистых горах и стал взимать пошлину со всех, кто хотел через них пройти. Когда он отсутствовал в этом владении, он поручал обязанность собирать пошлину Лукени луа Ними. В один из таких дней Лукени потребовал уплаты пошлины за проход от собственной тётки, одной из сестёр своего отца или одной из жён брата отца, к тому же беременной. В результате отказа завязалась схватка, в которой Лукени убил тётку вместе с нерождённым ребёнком в её чреве.
Лукени луа Ними, должно быть, умер довольно молодым, потому что его сыну не разрешили наследовать отцу после его смерти по причине малолетства.

## Наследники
Согласно записям отца-иезуита Матеуса Кардозу, сыном Нтину Вене был «Энку а Мотино» (Нкуву а Нтину), чьим собственным сыном в свою очередь был Нзинга а Нкуву (родился около 1437 года) — первый задокументированный мвене (король) Конго. Нкуву а Нтину в силу малолетнего возраста не смог наследовать отцу и получил титул мвене только после правления двух своих кузенов (в своём отчёте 1622 года Кардозу привёл имя первого из них — Кинанга), которые, вероятно, были детьми братьев и сестёр Нтину Вене.